# Erick Neal
Erick Neal (ur. 15 marca 1995 w Dallas) – amerykański koszykarz, występujący na pozycji rozgrywającego.
19 lipca 2021 dołączył do PGE Spójni Stargard. 18 stycznia 2022 opuścił klub.

## Osiągnięcia
Stan na 22 lutego 2022, na podstawie, o ile nie zaznaczono inaczej.
NCAA
- Mistrz sezonu regularnego konferencji Sun Belt (2017)
- MVP turnieju Barclays Center Classic (2018)
- Zaliczony do:
  - I składu:
    - Sun Belt (2016)
    - turnieju:
      - Sun Belt (2018)
      - Barclays Center Classic (2018)

  - II składu Sun Belt (2017, 2018)
- Zawodnik tygodnia Sun Belt (21.11.2017, 26.02.2018)

Indywidualne
- MVP kolejki EBL (9 – 2021/2022)[5]
- Zaliczony do I składu kolejki EBL (4, 9 – 2021/2022)[6][7]